# Uczta Baltazara

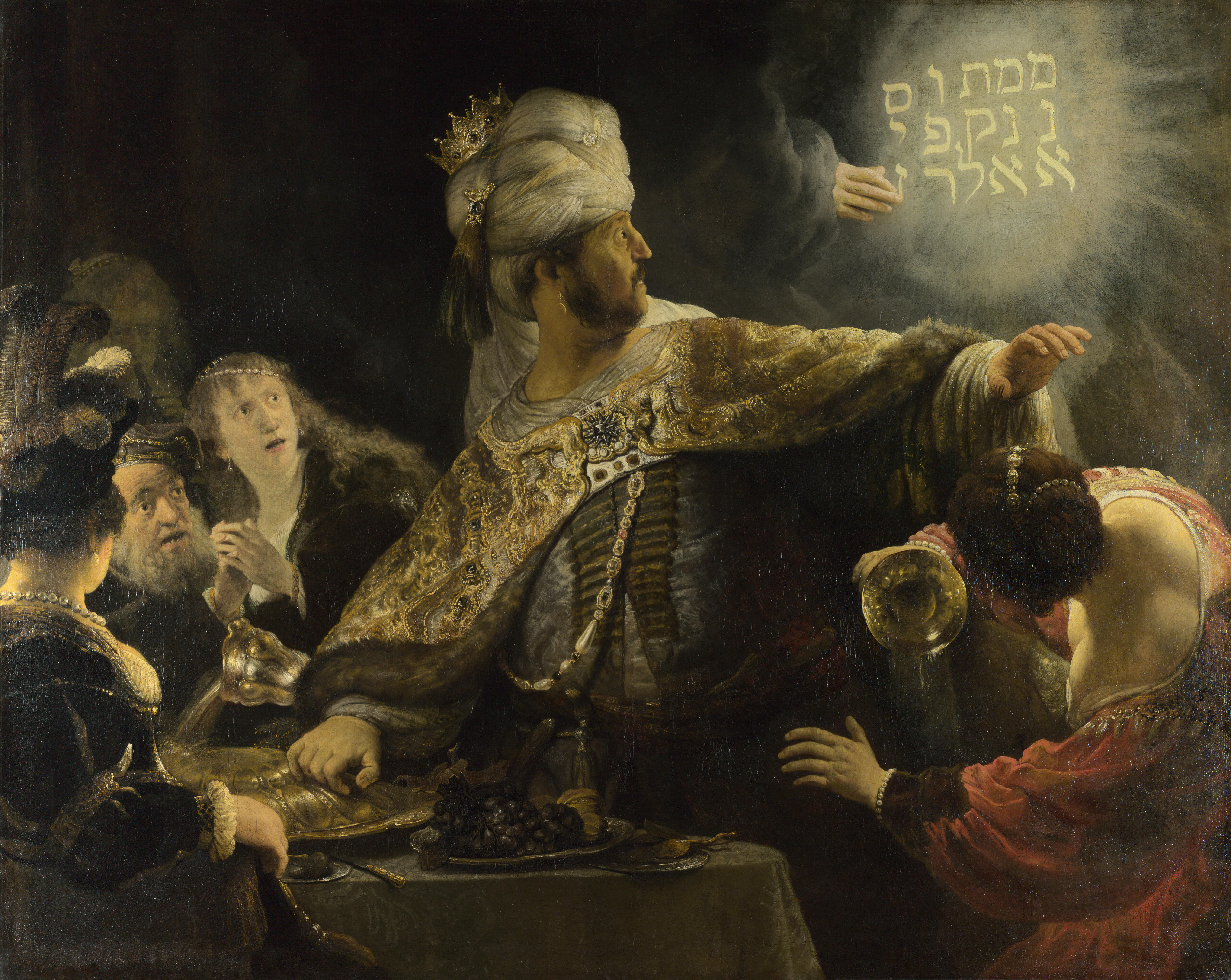
Uczta Baltazara według Rembrandta.

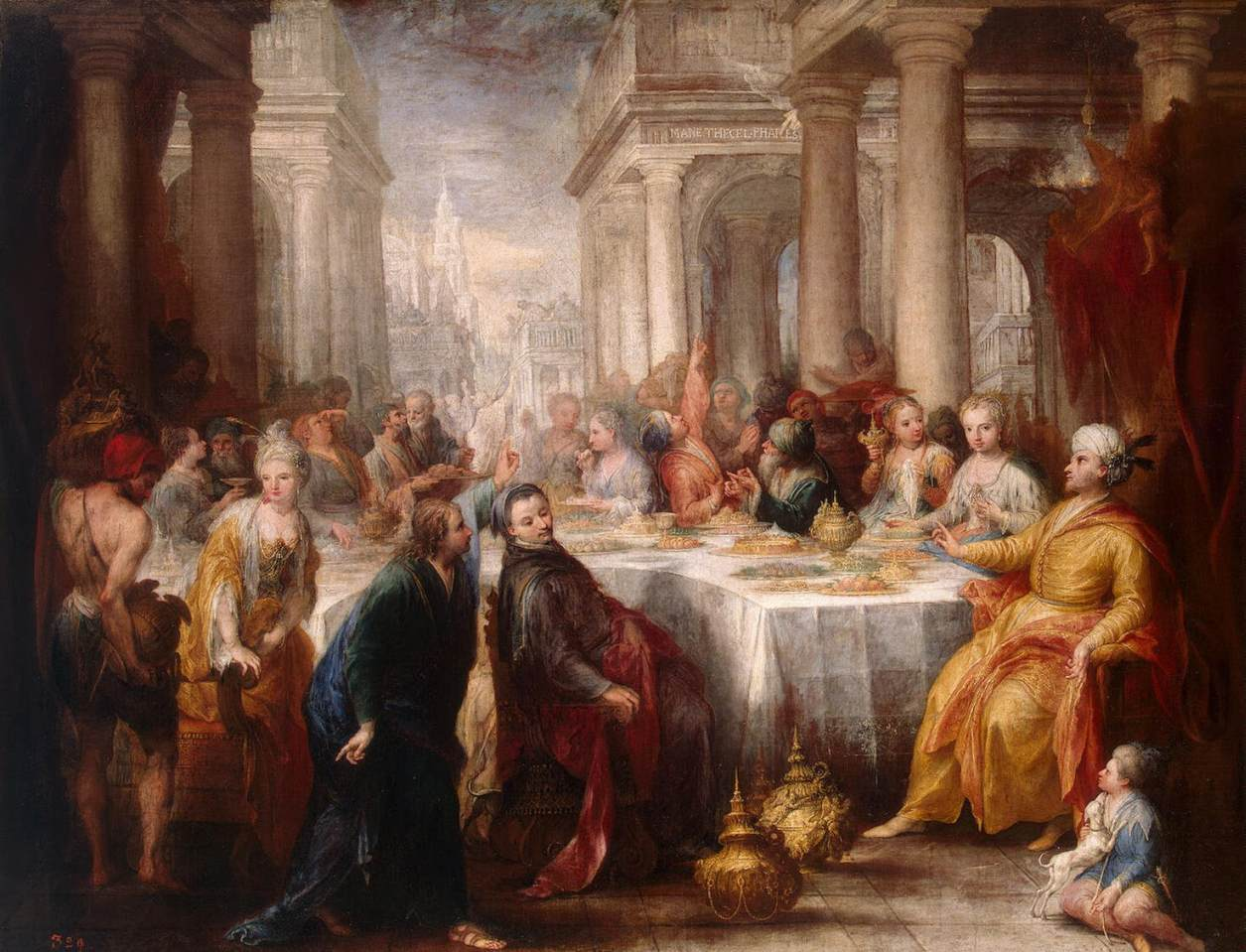
Uczta Baltazara według Andrei Celesti.

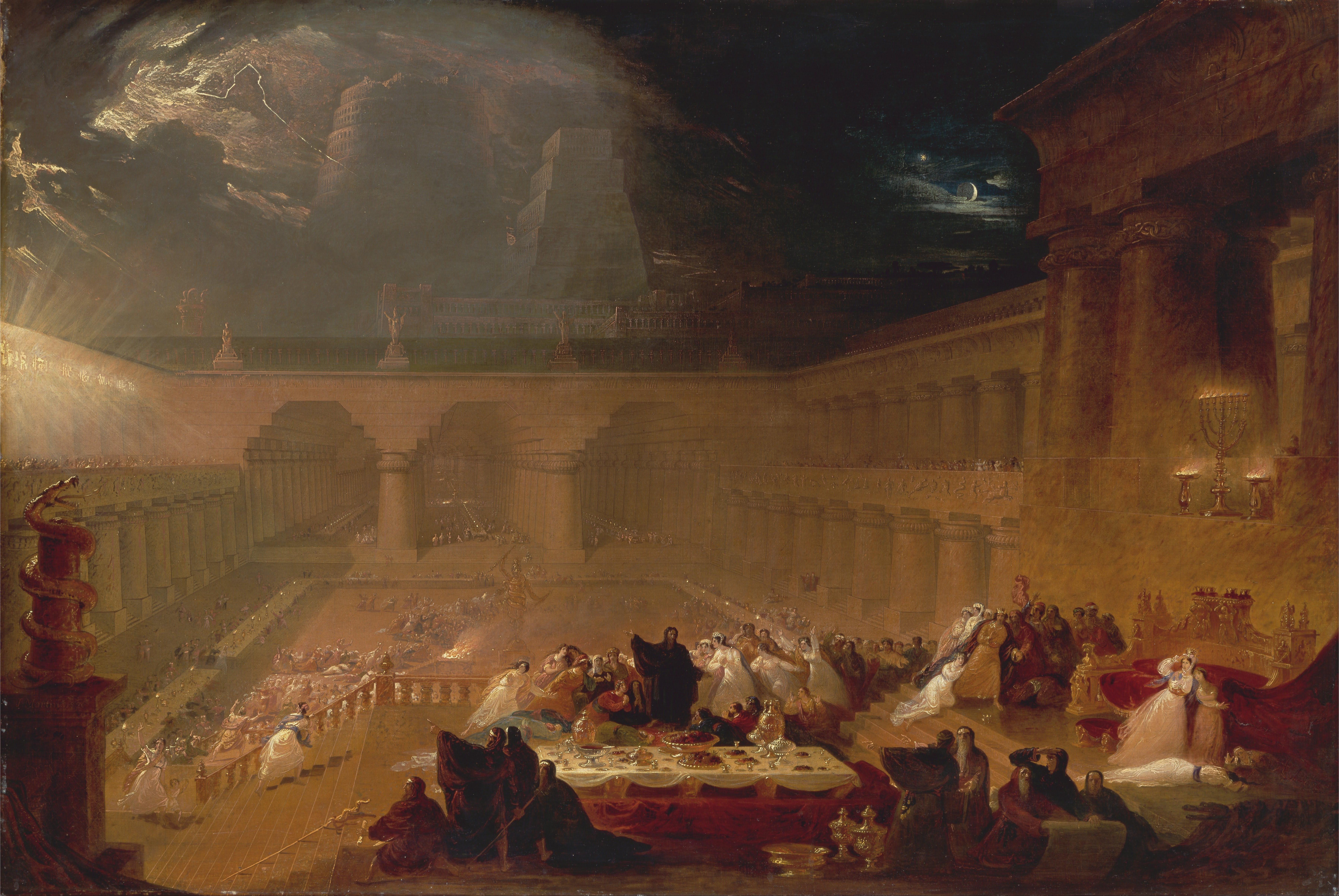
Uczta Baltazara według Johna Martina.

Uczta Baltazara – wydarzenie opisane w biblijnej Księdze Daniela (5, 1-31). Babiloński król Baltazar wydał ucztę, podczas której zbezcześcił naczynia ze świątyni Jahwe. Ukazała się wtedy ręka pisząca słowa: mane, tekel, fares. Było to proroctwo zapowiadające upadek Babilonu i śmierć Baltazara, co nastąpiło jeszcze tej samej nocy.

## Przebieg uczty
Babiloński król Baltazar sprosił tysiąc ludzi na ucztę. Obecne były też nałożnice i żony Baltazara. Orientacyjny opis uczty babilońskiej podaje George Rawlinson:

„Zamożni Babilończycy pili duże ilości wina. Ich uczty były wystawne, ale zazwyczaj kończyły się pijaństwem. Często biesiadnicy zachowywali się wtedy w sposób grubiański i nieokrzesany. Ważnym składnikiem uczt była muzyka. Grupy muzykantów wkraczały do sal biesiadnych w chwili gdy było podawane wino. W pomieszczeniach unosiła się woń pachnideł, gdyż Babilończycy uwielbiali perfumy. Potrawy były podawane na złotych i srebrnych naczyniach. Bogate stroje gości, przepiękne dywany i draperie oraz liczni niewolnicy podający do stołu, dopełniali obrazu przepychu i bogactwa”.

### Zbezczeszczenie naczyń ze Świątyni Jahwe
Po rozpoczęciu uczty, gdy biesiadnicy zdążyli zasmakować w winie, Baltazar rozkazał przynieść srebrne i złote naczynia, które Nabuchodonozor zabrał ze świątyni jerozolimskiej. Puchary liturgiczne pochodzące ze świątyni trafiły w ręce babilońskich dostojników i nałożnic królewskich. Pili z nich wino, czcząc bogów Babilonu, czym bezcześcili naczynia zrabowane z Jerozolimy.
Stanowiło to obrazę Boga. Naczynia mogły być używane jedynie w świątyni i tylko do wielbienia Jahwe. Nawet kapłani żydowscy musieli pamiętać o zachowywaniu czystości przy korzystaniu z nich.

### Pismo na ścianie
Wówczas na ścianie ukazała się dłoń pisząca na tynku ściany słowa Mane, Tekel, Fares. Baltazar bardzo się wystraszył. Zbladł, dygotały mu biodra i kolana. Jego pozorna odwaga i buta ustąpiła miejsce śmiertelnemu przerażeniu.
Wezwał wróżbitów by przetłumaczyli napis. Za odczytanie i wyjaśnienie napisu obiecał purpurę, złoty łańcuch i stanowisko trzeciego w kraju. Wszystkie te atrybuty były związane z władzą. Baltazar w ten sposób wyznaczał swojego następcę. Zadanie wydawało się łatwe. Babilon był miejscem gdzie mieszkało wielu magów, astrologów i kapłanów. Posiadał też bogate zbiory różnych zaklęć, tajemnych znaków i rytuałów religijnych. W zamyśle Baltazara powinno to wystarczyć do rozwiązania zagadki. Jednak nikt nie potrafił tego przełożyć ani wyjaśnić. Niepowodzenie największych mędrców państwa spowodowało zaskoczenie wśród króla i jego dostojników. Użyte tu aramejskie słowo מִשְׁתַּבְּשִׁין (szeb-asz’) sugeruje wielkie zamieszanie, popłoch, wręcz panikę wśród obecnych. Matka Baltazara poradziła mu, by wezwał Daniela, który kiedyś służył Nabuchodonozorowi. Baltazar uczynił to, choć niezręcznie było mu prosić o pomoc sługę Boga, którego niedawno obraził.
Prorok Daniel przypomniał mu losy Nabuchodonozora, jego ojca, który był potężnym władcą, ale za swoją pychę został ukarany przez Najwyższego Boga. Mimo że Baltazar wiedział o tym, postąpił butnie i lekkomyślnie, co będzie go drogo kosztować. Daniel przełożył treść tajemniczego napisu i oznajmił królowi: MENE, MENE, TEKEL, FARES. Policzono, Policzono, Zważono, Rozdzielono. Takie jest znaczenie poszczególnych wyrazów:
- MENE – Bóg obliczył twoje panowanie i ustalił jego kres.
- TEKEL – zważono cię na wadze i okazałeś się zbyt lekki.
- FARES – twoje królestwo uległo podziałowi; oddano je Medom i Persom.

### Śmierć Baltazara
W tym czasie Persowie i Medowie na czele z królem Dariuszem oblegali Babilon, który jeszcze tej samej nocy upadł. Baltazara (zgodnie z proroctwem) zabito.

## Uczta Baltazara w kulturze
Postać Baltazara jest pierwowzorem buty i bezduszności władcy. Jego uczta to metafora mrocznej biesiady, poprzedzającej tragiczne wydarzenia. Symbolizuje też ukaraną pychę.
Uczta jest motywem przewodnim wielu utworów i dzieł artystycznych.
- ok. 1635: obraz Rembrandta Uczta Baltazara
- 1745: Oratorium Belshazzar, którego autorem jest Georg Friedrich Händel
- 1750: Obraz A Festa de Baltazar (Uczta Baltazara). Jego twórca jest malarz Francesco Fontebasso[11].
- 1815: Utwór poetycki Vision of Belshazzar (Wizja Baltazara), którego autorem jest Lord Byron. Poemat występuje w zbiorze Pieśni Hebrajskich.
- 1821: Obraz Belshazzar’s Feast (Uczta Baltazara). Autorem jest angielski malarz John Martin.
- Dekada lat 20. XIX wieku: Heinrich Heine pisze wiersz Belsazar[12].
- 1817–1843: Nieukończony obraz Belshazzar’s Feast (Uczta Baltazara). Autorem jest amerykański malarz Washington Allston.
- 1860: Kantata Belshazzar’s Feast. The Fall of Babylon: A Dramatic Cantata in Ten Scenes (Uczta Baltazara. Upadek Babilonu: Dramatyczna Kantata w Dziesięciu Scenach). Autorem jest amerykański pisarz epoki Wojny Secesyjnej George Frederick Root
- 1906: Instrumentalny utwór Belsazars gästabud (Uczta Baltazara). Autorami są Finowie: pisarz Hjalmar Procopé i kompozytor Jean Sibelius[13]
- 1916: 1 z 4 wątków filmu Nietolerancja D.W. Griffitha opisuje upadek króla Baltazara poprzedzony wystawioną przez niego ucztą.
- 1931: kantata Belshazzar’s Feast (Uczta Baltazara) Williama Waltona
- 1952: Powieść Tadeusza Brezy Uczta Baltazara.
- 1954: Polski film Uczta Baltazara. Reżyserem jest Jerzy Zarzycki[14]
- 1957: Piosenka Belchazaar (Baltazar), której autorem jest Johnny Cash grający wówczas w zespole Tennessee Two. Była również nagrana przez Boba Dylana w 1967 w ramach tworzenia albumu The Basement Tapes
- 1983–1984: Instalacja artystyczna Belshazzar’s Feast, the Writing on Your Wall (Uczta Baltazara. Napis na Twojej Ścianie), stworzona przez Susan Hiller[15]
- 1998: Piosenka God’s Magic Finger (Palec Boży) skomponowana przez zespół The Residents i wydana na albumie Wormwood: Curious Stories from the Bible (Piołun: Niezwykłe opowieści biblijne)
- 2021: Utwór The Writing On The Wall (Pismo na ścianie) heavymetalowego zespołu Iron Maiden